# Karen Bardsley
Karen Bardsley (Santa Monica, 1984. október 14. –) Európa-bajnoki ezüstérmes angol női válogatott labdarúgó. A OL Reign kapusa.

## Pályafutása
Santa Monicában született angol szülők gyermekeként. Ötévesen kezdett focizni iskolájában és barátaival a lakóhelyük, Chino Hills környékén. Főiskolai évei alatt az Ayala High School lány- és vegyes csapataiban fejlesztette képességeit. 2002-ben kezdte meg egyetemi tanulmányait a CSU-n, Fullertonban. Első évében az év újoncának választották. Második szezonját azonban beárnyékolta lábtörése, gyógyulása pedig hosszú regenerálódási időszakot vett igénybe. Felépülését követően bajnoki címhez segítette együttesét, de a konferencia elődöntőben elbuktak. Ennek ellenére 2004-ben, valamint 2005-ben is az Év kapusa lett a nyugati ligában.

### Klubcsapatokban

#### Pali Blues
2008-ban USL W-League bajnoki címet szerzett a Los Angeles-i alakulattal.

## Sikerei

### Klubcsapatokban
Angol bajnok (1):
- Manchester City (1): 2016

 Angol ligakupa-győztes (2):
- Manchester City (3): 2014, 2016, 2018–19

 Angol kupagyőztes (3):
- Manchester City (3): 2016–17, 2018–19, 2019–20

 USL W-League bajnok (1):
- Pali Blues: 2008

### A válogatottban
Anglia
- Világbajnoki bronzérmes: 2015
- Európa-bajnoki ezüstérmes: 2009
- SheBelieves-kupa győztes (1): 2019[3]

## Magánélete
A labdarúgás mellett atletizált, futóversenyeken és gerelyhajításban is jeleskedett és tagja volt az Olimpiai Fejlesztési Programnak.